# Champs (Orne)
Champs ist eine Ortschaft und eine ehemalige französische Gemeinde mit 71 Einwohnern (Stand: 1. Januar 2022) im Département Orne in der Region Normandie. Sie gehörte zum Arrondissement Mortagne-au-Perche und zum Kanton Tourouvre.
Mit Wirkung vom 1. Januar 2016 wurden die bisherigen Gemeinden Autheuil, Bivilliers, Bresolettes, Bubertré, Champs, Lignerolles, La Poterie-au-Perche, Prépotin, Randonnai und Tourouvre zu einer Commune nouvelle mit dem Namen Tourouvre au Perche zusammengeschlossen und haben in der neuen Gemeinde den Status einer Commune déléguée. Der Verwaltungssitz befindet sich im Ort Tourouvre.

## Lage
Nachbarorte von Champs sind Soligny-la-Trappe im Nordwesten, Prépotin und Lignerolles im Nordosten, Bubertré im Südosten, Saint-Hilaire-le-Châtel im Süden und Sainte-Céronne-lès-Mortagne im Westen.
An der Südwestgrenze verläuft der Bach Hoëne.

## Bevölkerungsentwicklung
| Jahr      | 1962 | 1968 | 1975 | 1982 | 1990 | 1999 | 2008 | 2015 |
| --------- | ---- | ---- | ---- | ---- | ---- | ---- | ---- | ---- |
| Einwohner | 171  | 150  | 109  | 119  | 115  | 102  | 109  | 83   |

## Sehenswürdigkeiten
- Kirche Saint-Evroult, seit 1965 als Monument historique ausgewiesen

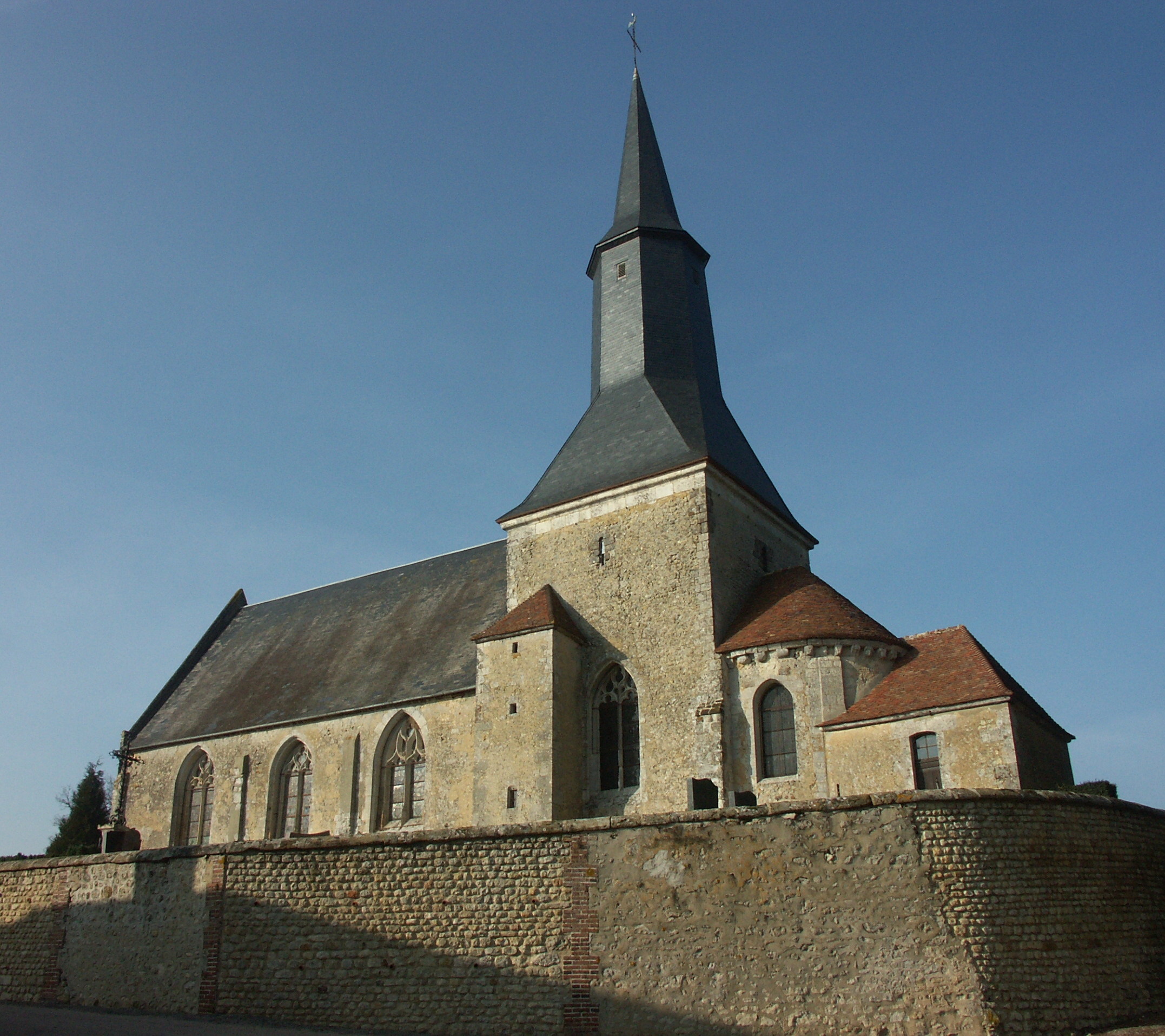
Kirche Saint-Evroult